# دور همی (رمان)
دور همی(به انگلیسی: The Gathering) چهارمین رمان نویسنده ایرلندی، آن انرایت است که در سال ۲۰۰۷ موفق به دریافت جایزه ادبی من بوکر شد.